# Trichorhina tropicalis
Trichorhina tropicalis là một loài chân đều trong họ Platyarthridae. Loài này được Lewis miêu tả khoa học năm 1998.